# Österreichischer Wasserballcup (Männer)
Die Österreichischer Wasserballcup  der Männer ist der Wasserball-Pokal der Männer in Österreich und wird vom Österreichischen Schwimmverband organisiert.

## Spielmodus
Die Mannschaften spielen einmal gegen die anderen Teams gegeneinander und in einer Tabelle ausgewertet. Die erstplatzierte Mannschaft dieser Tabelle ist der Cupsieger.

## Vereine
Teilnehmer der aktuellen Saison:
- WBV Graz
- PL Salzburg
- WBC Tirol
- ASV Wien

## Österreichischer Cupsieger
Die bisherigen österreichischen Cupsieger waren:
| 1962–1996: keine Information 1997: 1. Linzer SK 1998: 1. Linzer SK 1999: keine Information 2000: PL Salzburg 2001: PL Salzburg 2002: PL Salzburg 2003: 1. Linzer SK 2004: 1. Linzer SK 2005: ASV Wien | 2006: 1. Linzer SK 2007: WBC Tirol 2008: WBC Tirol 2009: WBC Tirol 2010: WBC Tirol 2011: WBC Tirol 2012: WBC Tirol 2013: WBC Tirol 2014: WBC Tirol 2015: PL Salzburg | 2016: PL Salzburg 2017: ASV Wien 2018: WBC Tirol 2019: WBC Tirol 2020: ASV Wien 2021: ASV Wien |

## Liste der Titelträger
Folgende Vereine wurden österreichischer Wasserballcupsieger (seit 1997, außer 1999):
10 Titel
WBC Tirol: 2007–2014, 2018, 2019
5 Titel
PL Salzburg: 2000–2002, 2015, 2016
1. Linzer SK: 1997, 1998, 2003, 2004, 2006
4 Titel
ASV Wien: 2005, 2017, 2020, 2021